# Simone Standl

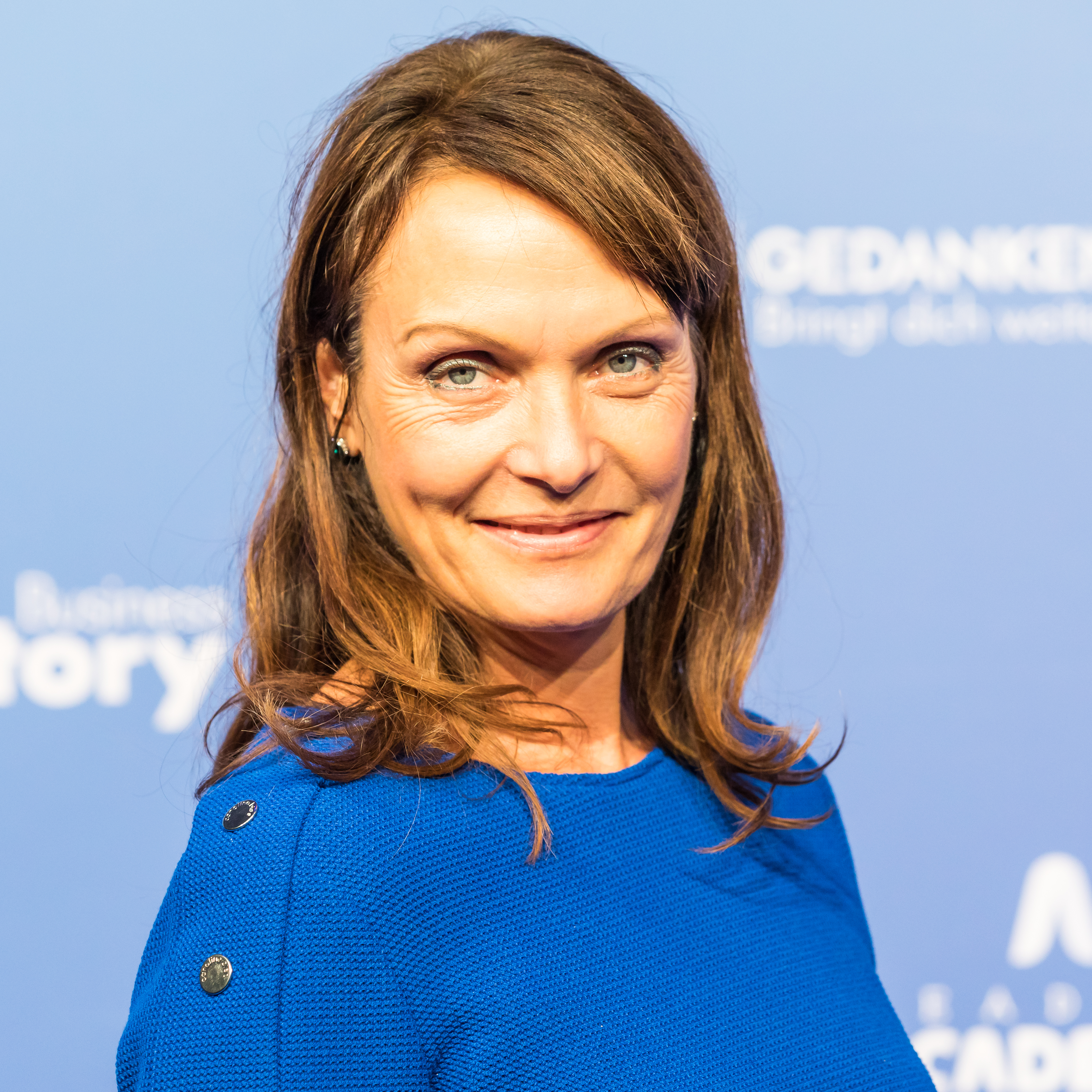
Simone Standl (2018)

Simone Standl (* 1962) ist eine deutsche Journalistin und ehemalige Fernsehmoderatorin beim WDR.

## Leben
Standl ist in Memmingen im Allgäu aufgewachsen. Nach eigenen Angaben absolvierte sie nach Abschluss des Studiums der Journalistik und Geschichte an der Universität Dortmund ein Volontariat beim ZDF in Mainz. Sie war als Redakteurin, Moderatorin und Reporterin beim Fernsehsender VOX tätig, arbeitete als Moderatorin für das Deutsche Welle TV in Berlin, das 3sat-Ländermagazin und die Aktuelle Stunde des WDR in Düsseldorf.
Nachdem sie sechs Jahre lang die Lokalzeit aus Düsseldorf moderiert hatte, wechselte sie 2004 nach Köln, wo sie 16 Jahre lang die Ausgabe Lokalzeit aus Köln moderierte. Im Juli 2021 wurde sie von Sümeyra Kaya als Moderatorin der Sendung abgelöst. Der WDR führte dafür nach ihren Angaben Diversitätsgründe an, was der Sender bestritt; auch ihr Alter habe keine Rolle gespielt. Eine „unsichtbare Altersschranke“ habe auch andere Mitarbeiter des WDR betroffen, berichtete jedoch t-online. Nachdem Standl ihre Kritik öffentlich gemacht hatte, zog der WDR ein alternatives Angebot zur Weiterbeschäftigung zurück, weil ihre Äußerungen das Vertrauensverhältnis schwer gestört hätten. Sie erhielt eine Abfindung von 76.000 Euro und zusätzlich 15.000 Euro wie andere freie Mitarbeiter nach den Regeln des WDR-Tarifvertrags.

## Privates
Standl ist verheiratet und Mutter zweier Töchter.